# Francesco Coco
Francesco Coco (* 8. Januar 1977 in Paternò) ist ein ehemaliger italienischer Fußballspieler.

## Verein
Seine Karriere begann er 1993 bei der AC Mailand, von wo er bis 2002 insgesamt dreimal ausgeliehen wurde: an Vicenza Calcio, den FC Turin und den FC Barcelona. Er wechselte anschließend im Tausch gegen Clarence Seedorf zu Inter Mailand. Man setzte in Coco große Hoffnungen, die er aufgrund vieler Verletzungen aber nicht erfüllen konnte, daher konnte er in fünf Jahren nur 26 Spiele für Inter bestreiten. 2005/06 wechselte er auf Leihbasis zur AS Livorno, wo er zwar regelmäßig, aber unauffällig spielte. Im Sommer 2006 suchte er erfolglos nach einem Klub, so dass er gegen seinen Willen bei Inter bleiben musste. Im Januar 2007 bestritt er ein Probetraining bei Manchester City, das ihn allerdings nicht unter Vertrag nahm. Anschließend lieh Coco der FC Turin aus, wo er allerdings nur zu 3 Kurzeinsätzen kam. Im September 2007 löste Coco den Vertrag mit Inter Mailand auf, ursprünglich wollte Coco aufgrund permanenter Rückenschmerzen damit seine Karriere beenden, verhandelte aber im Dezember 2007 angeblich mit den Queens Park Rangers und dem FC Red Bull Salzburg über ein Engagement.

## Nationalmannschaft
Francesco Coco spielte für Italiens U-21 bei der U-21-Europameisterschaft 2000 in der Slowakei, wo seine Mannschaft unter Trainer Marco Tardelli den Titel gewinnen konnte. Für die Italienische Fußballnationalmannschaft debütierte er am 7. Oktober 2000 gegen Rumänien. Insgesamt bestritt Coco zwischen 2000 und 2002 17 Spiele, ohne dabei ein Tor zu erzielen. Coco war auch im italienischen Kader für die Weltmeisterschaft 2002, bei der er zwei Spiele bestritt.

## Erfolge
Verein:
- Italienischer Meister: 1995/96 und 1998/99 mit der AC Mailand
- Italienischer Pokalsieger: 2004/05 mit Inter Mailand
- Italienischer Superpokalsieger: 2006 mit Inter Mailand

Nationalmannschaft:
- U-21-Europameister: 2000 mit Italien

## Sonstiges
Coco ist neben seiner Fußballkarriere auch als Geschäftsmann tätig und ist zusammen mit seinem Vater Antonio Eigentümer des Modelabels „Urban 77“.